# Étoile Nord-Africaine
Nordafrikanischer Stern (französisch: Étoile Nord-Africaine, ENA; arabisch نجم شمال إفريقيا, DMG Naǧm Šamāl Ifrīqiyā) war die erste politische Partei Algeriens.

## Geschichte
Der Nordafrikanische Stern war eine in Frankreich im Jahre 1926 von einer Kerngruppe von Arbeitsmigranten meist kabylischer Abstammung gegründete Vereinigung, die sich zu einer politischen Partei entwickelte. Die bekanntesten Mitglieder, die die Hauptrollen in der Vereinigung spielten, waren: Salah Bouchafa, Amar Imache, Hadj Ali Abdelkader, Mohammed Djefel, Si Jilani Mohammed, Belkacem Radjef, Messali Hadj, Ahmed Belghoul.
Ihre Mitglieder rekrutierten sich vor allem aus algerischen Arbeitsmigranten in Frankreich. Politisch verfolgte die Partei den Kurs eines kommunistischen Antiimperialismus. Beim Aufbau der Partei halfen die Begründerkontakte zur Parti communiste français (PCF). Messali übernahm deren Organisation als Kaderpartei und nahm als Generalsekretär eine dominierende Position ein. Die Partei hatte in Frankreich rund 4.000 Mitglieder innerhalb der algerischen Gemeinde. 
Ihre Zeitung El-Ouma, die sich als Organ national de défense des Intérêts des Musulmans Algériens, Marocains et Tunisiens bezeichnete, wurde 1930 in Paris gegründet. Sie erreichte 1934 mit einer Auflage von 43.500 Stück einen signifikanten Teil der algerischen Gemeinde. Die Partei fasste erst ab 1930 in Algerien selbst Fuß.
1927 hielt Messali in Berlin auf dem kommunistischen Kongress für bedrohte Völker eine Rede, mit der er international Aufmerksamkeit erregte. Die Partei verfügte 1928 über 2.000 Mitglieder. Sie wurde 1929 von der französischen Regierung verboten, bestand jedoch im Untergrund weiter. 1930 rückte Messali die Partei mit der Publikation El-Ouma näher an die Idee eines islamischen Staates. Im Folgenden kam es zum Bruch mit der PCF. Die Partei wurde 1937 von der Volksfrontregierung unter Léon Blum erneut verboten. Die meisten Anhänger fanden sich im ebenso von Messalie dominierten Parti du peuple algérien und später im Mouvement pour le triomphe des libértes démocratiques wieder.